# Listă de regizori irlandezi
Aceasta este o listă de regizori de film irlandezi:

Cuprins: Început - 0–9 A B C D E F G H I J K L M N O P Q R S T U V W X Y Z

## A
- Lenny Abrahamson
- Meiert Avis

## B
- Steve Barron
- John Boorman
- David Noel Bourke
- Stephen Bradley
- Kenneth Branagh
- Paddy Breathnach
- Herbert Brenon

## C
- David Caffrey
- Michael Feeney Callan
- Graham Cantwell
- John Carney
- Declan Cassidy
- Norman Cohen
- Tom Collins
- Joe Comerford
- Fintan Connolly
- Joel Conroy
- John Crowley
- Lee Cronin

## D
- Brian Philip Davis
- Éamon de Buitléar
- Barry Dignam
- Ciaran Donnelly
- Paul Duane
- Eoin Duffy
- Martin Duffy

## F
- Jason Figgis
- Jonathan Figgis
- Ian Fitzgibbon
- Ciaran Foy

## G
- Terry George
- Douglas Gerrard
- Simon Gibney
- Alan Gilsenan
- Benjamin Glazer
- David Gleeson
- Domhnall Gleeson

## H
- Neasa Hardiman
- Richard Harris
- Thomas Hefferon
- Conor Horgan
- Brian Desmond Hurst

## I
- Rex Ingram

## J
- Graham Jones
- Neil Jordan
- Maurice Joyce

## K
- Ivan Kavanagh
- Elaine Kinsella
- Eilis Kirwan

## L
- David Lawless
- Maximilian Le Cain
- Peter Lennon
- Louis Lentin
- Gerard Lough
- Declan Lowney

## M
- Donald Macardle
- Darach Mac Con Iomaire
- Eoin Macken
- Ruán Magan
- Mark Mahon
- Enda McCallion
- Daragh McCarthy
- Kevin McClory
- John Michael McDonagh
- Martin McDonagh
- John McDonnell
- Conor McPherson
- Sophie Merry
- John Moore
- Tomm Moore
- Redmond Morris
- George Morrisson
- Brendan Muldowney
- Maeve Murphy
- Nick Vincent Murphy

## N
- Roy William Neill
- Neasa Ní Chianáin

## O
- Ciarán Ó Cofaigh
- Pat O'Connor
- Damien O'Donnell
- Michael O'Herlihy
- David OReilly
- Thaddeus O'Sullivan

## P
- Dermott Petty

## Q
- Bob Quinn

## R
- Mary Raftery
- Rouzbeh Rashidi
- Ruairí Robinson
- Nick Ryan
- Frank Rynne

## S
- Jim Sheridan
- Kirsten Sheridan
- Gary Shore
- Jimmy Smallhorne
- Gerard Stembridge

## T
- William Desmond Taylor
- Stuart Townsend
- Montgomery Tully
- Nora Twomey
- Dave Tynan
- Dermot Tynan

## W
- Aisling Walsh
- Dearbhla Walsh
- Rick Whelan
- Juanita Wilson